# 영가진각대사증도가
《영가진각대사증도가》(永嘉眞覺大師證道歌)는 당조(唐朝)의 진각대사(眞覺大師, 647~713)가 선종(禪宗)의 제6조 혜능조사(慧能祖師, 638~713)를 만나 깨달은 진리를 칠언시(七言詩)로 지은 노래와 이것에 대한 여러 주석을 함께 수록한 것으로 선사의 보편적인 수행 지침서이다.

## 내용
《증도가》는 선문에서 깨달음의 세계에 대한 영원불변한 진리를 깨닫고 체득할 수 있는 정수를 노래로 읊은 것으로 전체 1,814자 267구로 구성되어 있는 칠언의 장편이며, 전형적인 당나라 고시라고 할 수 있다.
지금까지도 한국 선불교에서 깨달음에 대해 간결하면서도 그 중무를 전하고 있는 것으로 여겨져, 여러 선사들의 법문이나 저술 등에 자주 인용되는 불교의 경전이다.

## 저자
저자인 현각은 당나라의 승려로 법명이 '현각'이고, 자는 '명도(明道)'이며, 법호는 '진각(眞覺)', 별호는 '일숙각(一宿覺)'이라 한다.

## 한국의 문화재

### 보물 제889호
이 책은 서울특별시 서대문구, (재)아단문고에 있는 고려시대의 책이다. 1986년 11월 29일 대한민국의 보물 제889호로 지정되었다.
이 책은 닥종이에 찍은 목판본으로 현각의 누이인 정거가 본문의 내용을 알기 쉽게 풀이하여 하나의 책으로 엮은 것이며, 크기는 세로 25.3cm, 가로 15.7cm이다. 책 끝부분에는 고려 선종 6년(1089)에 보제사(普濟寺)의 스님들과 일반인들이 함께 발원(發願:시주한 사람들이 신령과 부처에게 소원을 빎)하여 간행한 것을 기해년(己亥年)에 문림랑사재소경(文林郞司宰少卿)으로 있던 이시무가 다시 간행하였다는 기록이 있다. 기해년이 언제인지 확실하지 않으나 문관종9품의 등급인 문림랑이 충렬왕 34년(1308)에 통사랑(通仕郞)으로 고쳐졌으므로 늦어도 충렬왕 25년(1299)의 기해년일 것으로 추정된다.
이 책은 고려시대에 간행된 판본일뿐 아니라 현각의 누이인 정거가 풀어썼다는 점에서 그 가치가 크다.

### 보물 제1776호
이 책은 세조~성종 연간(1455~1494)에 을해자(乙亥字) 중자(中字)와 소자(小字)를 사용하여 간행(刊行)한 것으로 추정되는 판본(版本)으로 서울특별시 종로구, 서울역사박물관에 있는 책이다. 2012년 8월 24일 대한민국의 보물 제1776호로 지정되었다.
이 책에 사용된 을해자(乙亥字)는 임진왜란 직전까지 갑인자(甲寅字)와 함께 사용되었으며, 간행된 서적도 불서(佛書)가 대부분이다. 을해자(乙亥字)로 간행된 불서 중에서 『영가진각대사증도가』의 간인사실(刊印事實)은 잘 알려져 있지 않다. 『영가진각대사증도가』는 선망(先亡)한 국왕(國王)과 왕자(王子) 등의 명복을 빌기 위한 목적으로 간행되었으나 이 판본(版本)에 수록된 주석(註釋)이 고려조(高麗朝)와는 달리 언기(彦琪) 등의 여러 주석이 수록된 점으로 보아 『증도가』에 대한 이해의 폭을 넓히려던 것으로 짐작되어 고려조와 조선조의 『증도가』에 대한 이해의 차이를 엿볼 수 있다.
이 책은 보존상태가 매우 양호하여 처음 간행 당시의 표지 장황, 제첨 등을 그대로 보존하고 있다. 종이의 지질과 인쇄 상태가 매우 높은 수준으로 15세기 왕실을 중심으로 간행된 불경의 표지 장황의 전형을 볼 수 있다. 이는 당시 왕실에서 이루어진 불서의 품질을 한눈에 확인할 수 있는 귀중한 자료로 그 가치가 높다.

### 울산광역시 유형문화재 제19호
이 책은 울산광역시 울주군, 양덕사에 있는 조선시대의 책이다. 2011년 12월 29일 울산광역시의 유형문화재 제19호로 지정되었다.
양덕사 소장 『영가진각대사증도가』는 세조 연간에 금속활자인 을해자로 찍은 책으로 보존상태가 매우 우수한 편이다. 본문 중 원문은 을해자 중자로 찍고, 주석과 보주는 을해자 소자를 이용하여 쌍행으로 찍어 도서의 고급성을 추구하였으며, 내용 또한 선불교에서 깨달음에 대해 간결하면서도 그 정수를 전하고 있는 것으로 여겨져 선가의 대표적인 수행 지침서로 취급받은 책이다.
이 책이 불서류에서는 드물게 보이는 금속활자본이라는 점, 인출년도가 15세기 후반인 세조 연간으로서 오래되었다는 점, 보존 상태가 우수하다는 점 및 선가에서 대표적인 수행 지침서로 여길 만큼 그 내용이 중요하다.

## 참고 자료
- 영가진각대사증도가 (보물 제889호) - 국가유산청 국가유산포털
- 영가진각대사증도가 (보물 제1776호) - 국가유산청 국가유산포털
- 영가진각대사증도가 (울산광역시 유형문화재 제19호) - 국가유산청 국가유산포털